# دهستان کوهستانی تالش
دهستان کوهستانی تالش نام دهستانی در بخش مرکزی شهرستان طوالش، استان گیلان در ایران است. براساس سرشماری مرکز آمار ایران در سال ۱۳۸۵، جمعیت آن ۶۴۷۹ نفر (۱۵۱۲ خانوار) بوده‌است.